# Audi Shooting Brake
De Audi Shooting Brake is een conceptauto van de Duitse autoproducent Audi. De auto werd gepresenteerd op de Tokyo Motor Show in 2005. De Shooting Brake is een studiemodel van een compacte tweedeurs hatchback en gebaseerd op de volgende generatie Audi TT.
De Audi Shooting Brake is een zogenaamde shooting brake, een sportieve tweedeurs stationwagen. Dit type auto komt betrekkelijk weinig voor op de automarkt omdat stationwagens vaak vier- of vijfdeurs zijn. De auto dient tevens als conceptmodel voor de tweede generatie van de Audi TT die in 2006 op de markt kwam. De Shooting Brake staat op hetzelfde platform als de TT en heeft veel stylingcomponenten gemeen met de TT.

## Techniek
De Shooting Brake wordt aangedreven door een 3,2-liter VR6-motor die ook terug te vinden is in andere modellen binnen de Volkswagen Group zoals de tweede generatie Audi A3, Volkswagen Golf R32 en de later volgende Audi TT. De motor levert een vermogen van 250 pk (184 kW) bij 6.200 tpm een maximaal koppel van 343 Nm wat beschikbaar is tussen 2.500 en 3.000 tpm. De Shooting Brake is standaard voorzien van Audi's quattro vierwielaandrijving.
De Shooting Brake accelereert in 6,0 seconden van 0 naar 100 km/u en heeft een begrensde topsnelheid van 250 km/u.

## Design
De voorkant van de Shooting Brake wordt gedomineerd door de opvallende verchroomde singleframe grille voorzien van verticale spijlen. De voor- en achterlichten zijn bijna identiek overgenomen op de Audi TT en de voorlichten zijn voorzien van led-technologie. De voorbumper heeft aan weerszijden twee grote luchtinlaten en de achterbumper is voorzien van een diffusor voor een optimale luchtstroom. De auto staat op 19 inch lichtmetalen velgen die afkomstig zijn van quattro GmbH en heeft keramische remschijven. Verder heeft de Shooting Brake een navigatiesysteem met een aanraakscherm dat handschriftherkenning heeft.

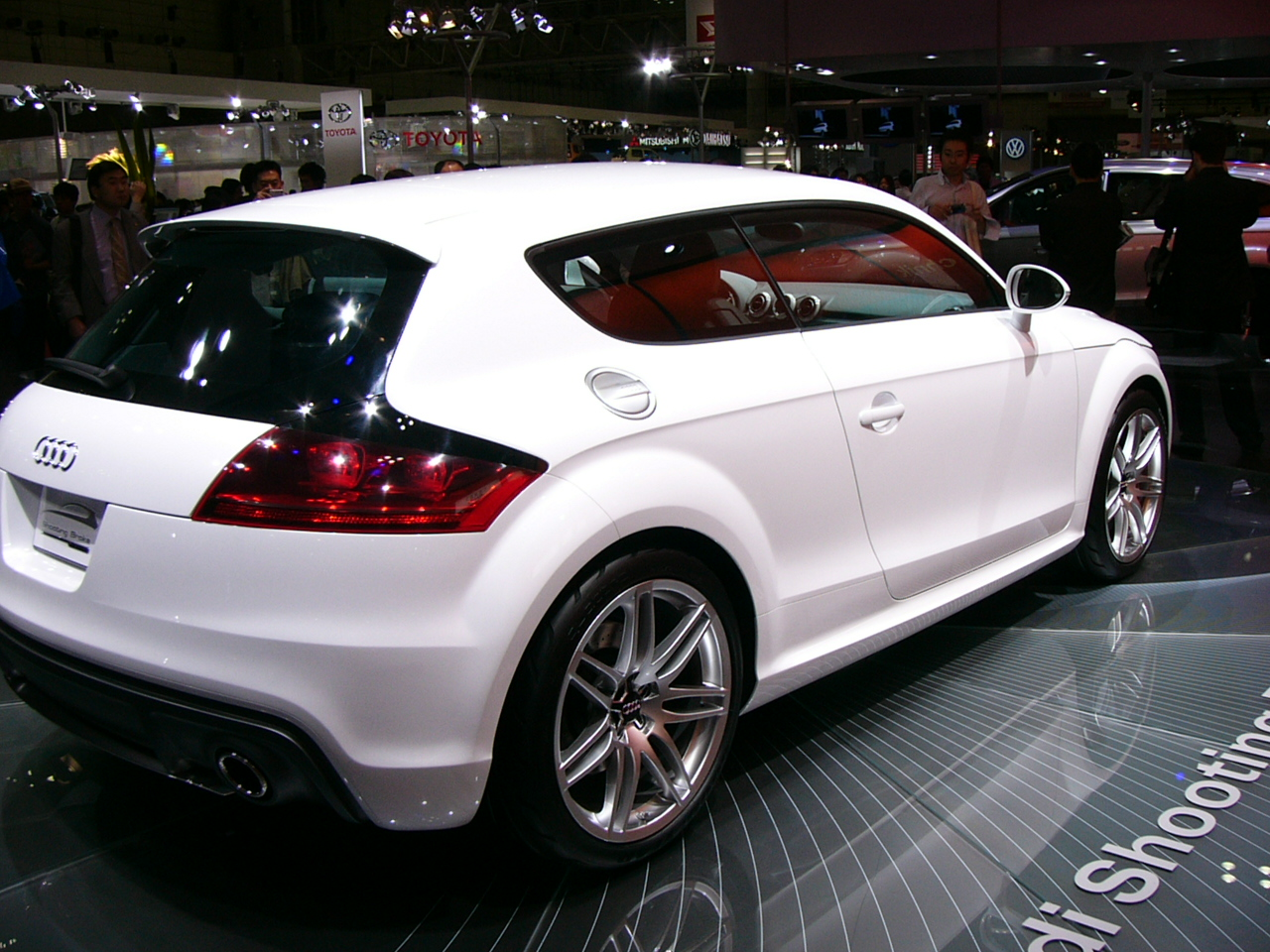
Audi Shooting Brake concept op de Tokyo Motor Show 2005
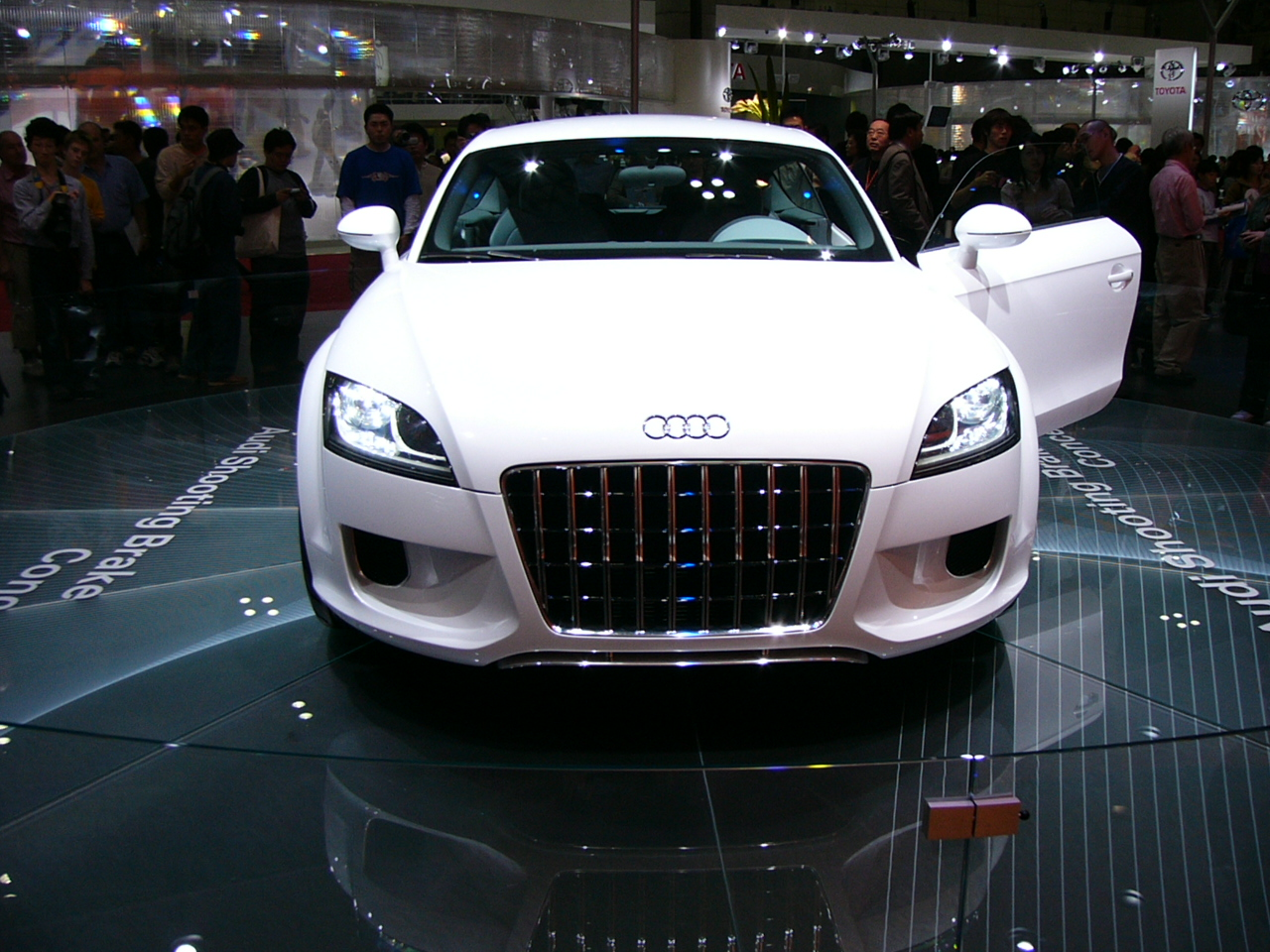
Vooraanzicht
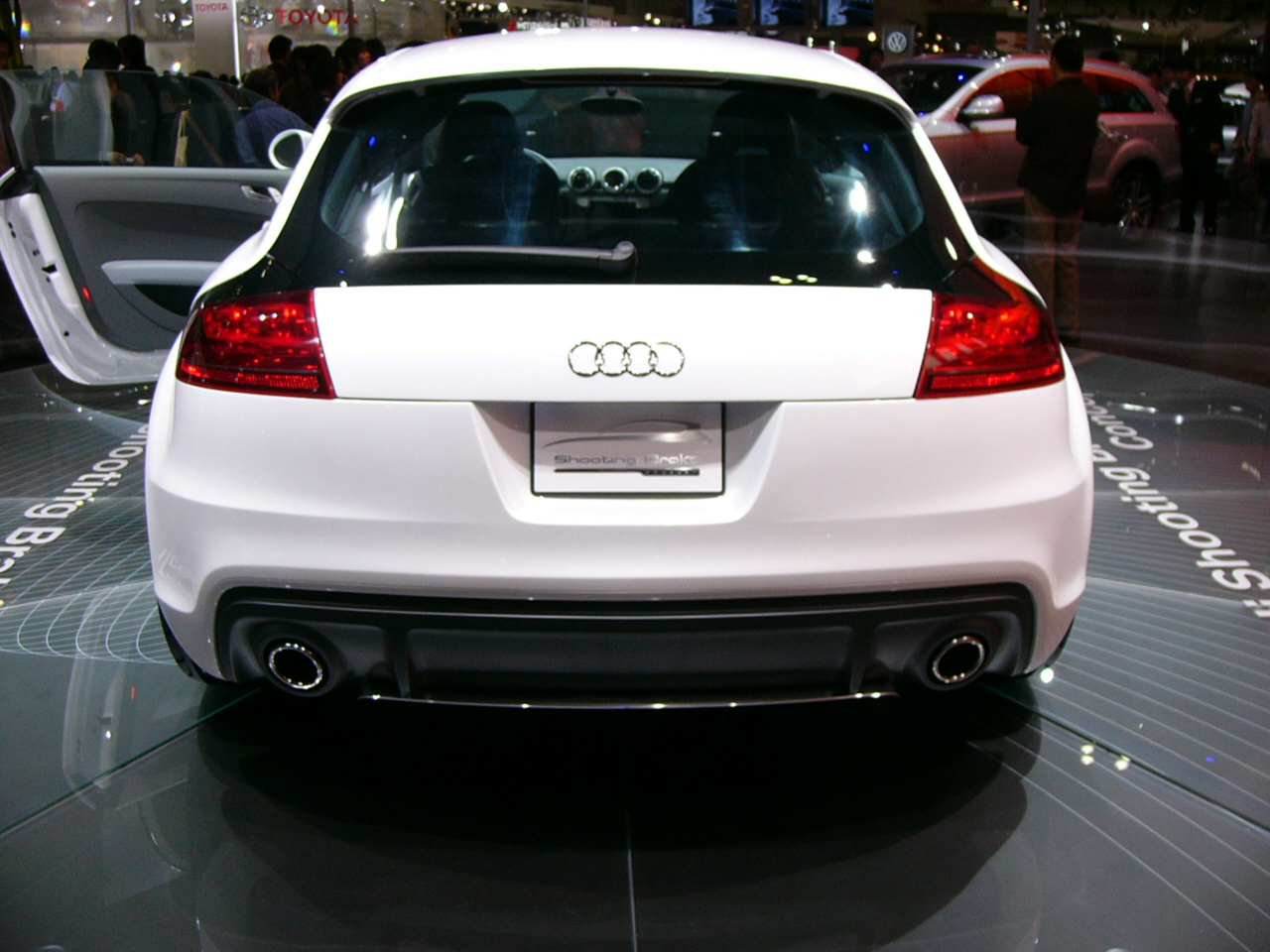
Achteraanzicht